# Hospital de Mataró
El Hospital de Mataró es un centro hospitalario comarcal situado en la ciudad de Mataró, capital del Maresme. Entró en funcionamiento en 1999 y su gestión depende del ente público Consorcio Sanitario del Maresme.
Es resultado de la primera fusión de antiguos hospitales en un consorcio que tuvo lugar en Cataluña, con el objetivo de crear un nuevo equipamiento de alcance comarcal que fuera continuador de los dos centros históricos de la ciudad, el Hospital de Santiago y Santa Magdalena y la clínica la Alianza Mataronina.
Su área geográfica de influencia incluye los municipios de Arenys de Mar, Arenys de Munt, Argentona, Cabrera de Mar, Cabrils, Caldetas, Dosrius, Òrrius, Premiá de Dalt, Premiá de Mar, San Andrés de Llavaneras, San Vicente de Montalt , Vilasar de Dalt y Vilasar de Mar, que sumados a la población mataronina suponen un total de más de 270 000 habitantes.

## Historia
La historia de la Hospital de San Jaime y Santa Magdalena se remonta al XVII, si bien el actual edificio fue construido a mediados XVIII. Por su parte, La Alianza Mataronina, una mutualidad de previsión social fundada en 1909, construyó el edificio actual en 1964. Estas estructuras físicas quedaron obsoletas ante los requerimientos de un hospital de agudos moderno.
Ante esta situación, en 1990 nació el Consorcio Sanitario de Mataró para dar respuesta a las necesidades de ampliación de ambas infraestructuras y el Ayuntamiento de Mataró asumió la deuda histórica que arrastraba el hospital. Poco después, en 1994, la Generalidad de Cataluña aprobó un proyecto para construir de nuevo nuevo hospital de ámbito local y comarcal en un emplazamiento que domina la ciudad desde la parte más alta del barrio de cereza.
A partir de 1998 el anterior consorcio se convirtió en el Consorcio Sanitario del Maresme participado por Departamento de Salud, el Ayuntamiento de Mataró y el Consejo Comarcal del Maresme .
Con la puesta en funcionamiento del nuevo Hospital de Mataró el mes de abril de 1999 culminó el proceso de unificación de la actividad asistencial de la ciudad y de su área de influencia.

## El edificio
El edificio actual fue proyectado por los arquitectos Francisco Montaner, Assumpta Teixidor, Joaquim Lloret y José A. Rodríguez y fue inaugurado el 12 de diciembre de 1998 por el presidente de la Generalitat Jordi Pujol junto con el consejero de Sanidad y el alcalde de Mataró Manuel Mas. Su construcción contó con un presupuesto de 8000 millones de pesetas y en su momento fue la obra sanitaria más grande que había hecho el gobierno catalán.
El nuevo hospital, situado en un solar orientado al sureste con una pendiente aproximada del 7%, se adapta a la topografía y consigue, de esta manera, disminuir el impacto visual y permite el acceso al mismo nivel a cinco de las ocho plantas. La volumetría se divide en dos cuerpos con un tratamiento formal diferenciado: un edificio civil de hormigón blanco para la actividad asistencial y un edificio industrial de chapa metálica para lacocina, el área de mantenimiento y la central de energías. En la cubierta superior se ubica un helipuerto.

## Actividad

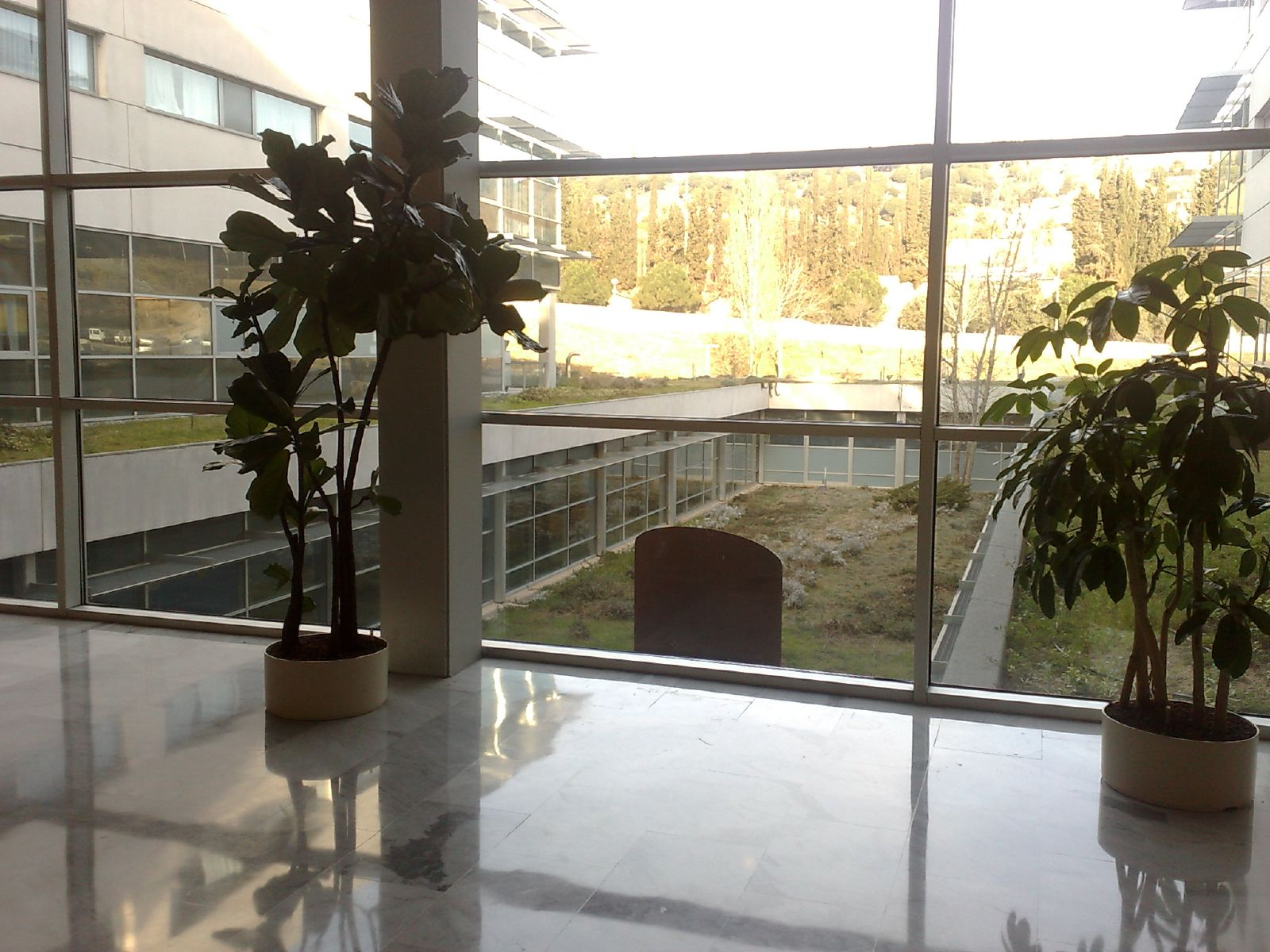
Vista de uno de los patios interiores.

### Actividad asistencial
El Hospital de Mataró ofrece una amplia cartera de servicios dentro de los ámbitos de la atención especializada, la atención a la salud mental y las adicciones, y el atención sociosanitaria. En concreto dispone de unidades y servicios de una quincena de especialidades médicas (cardiología, dermatología, endocrinología, medicina interna, neurología, oncología, etc.) y de una decena de especialidades quirúrgicas (angiología, cirugía general , oftalmología, urología, etc.), así como del área maternoinfantil (ginecología, obstetricia y pediatría) y de los servicios centrales como anestesia, radiodiagnóstico, farmacia, cuidados intensivos y urgencias.
En números redondos, en 2018 se registraron más de 20 000 altas totales y cerca de 94 500 estancias, así como alrededor de 113 000 visitas de urgencias, 17 500 intervenciones quirúrgicas y 680 ingresos a la UCI.

### Docencia
El Consorcio Sanitario del Maresme está acreditado para la formación sanitaria especializada (MIR, FIR, EIR, PIR y LLIR) de 1994. Actualmente acoge 78 estudiantes residentes de Medicina asignados a 17 especialidades: doce de médicas, tres de enfermería, una de psicología clínica y una de farmacia hospitalaria. Asimismo, el Hospital de Mataró colabora con diferentes centros de formación profesional de la rama sanitaria para facilitar a los estudiantes la posibilidad de hacer las prácticas y trasladar sus conocimientos teóricos a la realidad del ámbito clínico.

### Investigación
Los grupos de investigación del Hospital están integrados en el Instituto de Investigación en Ciencias de la Salud de la Hospital Germans Trias i Pujol de Badalona. Sus principales líneas de investigación son la fisiología deportiva, las enfermedades infecciosas respiratorias, el ámbito del envejecimiento y la dependencia, y la evaluación de la calidad asistencial y los servicios sanitarios.

## Recursos estructurales
A fecha de octubre de 2019, el Hospital de Mataró disponía de cerca de cuatrocientos camas, incluyendo los dedicados a los servicios de hospitalización convencional (324), medicina intensiva (14), psiquiatría (50) y del hospital de día (9). Además de las camas, hay 37 plazas para tratamientos del hospital de día. En cuanto a quirófanos o salas de operaciones hay un total de trece, destinados a cirugía mayor (9), cirugía menor (3) y obstetricia (1). Este último servicio también dispone de cinco salas de parto y dilatación. Por su parte, la unidad de neonatos cuenta con cuatro incubadoras y 8 cunas.
Hay también un total de 103 consultas externas y gabinetes. El servicio de urgencias cuenta con un total de 41 boxes o espacios de inspección y consulta.